# Sigi Schmid
Pour les articles homonymes, voir Schmid.
Siegfried Schmid, dit Sigi Schmid, est un entraîneur de football germano-américain né le 20 mars 1953 à Tübingen dans le Bade-Wurtemberg et mort le 25 décembre 2018 à Los Angeles en Californie.

## Biographie
Sigi Schmid quitte son Allemagne natale pour Torrance et la Californie en 1962. Il a obtenu un B.S. en sciences économiques à l'UCLA en 1976 et un M.A. en gestion à l'USC. Il est expert-comptable.
Il a joué comme milieu de terrain à l'UCLA entre 1972 et 1975. Il était un entraîneur adjoint à l'UCLA en 1977 et 1979. Sigi Schmid a passé plus de 19 saisons à l'UCLA en gagnant trois coupes d'université en 1985, 1990, et 1997. Il a été nommé comme entraîneur de l'année par la NSCAA en 1997. Sigi Schmid a été assistant au sein de l'équipe nationale des États-Unis à la coupe du monde 1994.
Il a entraîné les Los Angeles Galaxy en Major League Soccer de 1999 à 2004, il a gagné la MLS Supporters' Shield en 1998 et 2002, la Coupe de la MLS en 2002, la Coupe des États-Unis de football en 2001 et la Ligue des champions de la CONCACAF en 2001.
Sigi Schmid a été mis à la porte par Los Angeles Galaxy le 16 août 2004. Il a été remplacé par l'ancien entraîneur de l'équipe nationale des États-Unis Steve Sampson.
Sigi Schmid a été nommé entraîneur de l'équipe nationale des États-Unis des moins de 20 ans en janvier 1998. Après avoir quitté Galaxy, il a à nouveau entraîné l'équipe des moins de 20 ans, cette fois à la Coupe du monde de football des moins de 20 ans 2005.
Lors de la victoire de l'équipe de Columbus le 26 avril 2008, Sigi Schmid a gagné son 100e match de la saison, devenant le deuxième entraîneur dans l'histoire de la MLS à réaliser cette performance.
Il gagne deux fois le Trophée de l'entraîneur de l'année en MLS en 1999 et 2008. Depuis le 11 janvier 2019, ce prix porte le nom de Sigi Schmid.

## Palmarès
| Bruins de l'UCLA (3)                             | Galaxy de Los Angeles (4) | Crew de Columbus (2)                                                       | Sounders de Seattle                                                                                       |
| ------------------------------------------------ | --- | -------------------------------------------------------------------------- | --- |
| - College Cup : - Vainqueur : 1985, 1990 et 1997 | - Coupe des champions de la CONCACAF : - Vainqueur : 2000 - Coupe MLS : - Vainqueur : 2002 - Supporters' Shield - Vainqueur : 2002 - Coupe des États-Unis : - Vainqueur : 2001 | - Coupe MLS : - Vainqueur : 2008 - Supporters' Shield : - Vainqueur : 2008 | - Supporters' Shield : - Vainqueur : 2014 - Coupe des États-Unis : - Vainqueur : 2009, 2010, 2011 et 2014 |